# Masters de Hamburgo 1983
El Abierto de Hamburgo de 1983 fue un torneo de tenis jugado sobre tierra batida, que fue parte de las Masters Series. Tuvo lugar en Hamburgo, Alemania, desde el 9 de mayo hasta el 15 de mayo de 1983.

## Campeones

### Individuales
Yannick Noah vence a  José Higueras, 3-6, 7-5, 6-2, 6-0

### Dobles
Heinz Günthardt /  Balázs Taróczy vencen a  Mark Edmondson /  Brian Gottfried, 6-1, 6-0